# Sumario (derecho)
El sumario o instrucción es una etapa del proceso penal, anterior al juicio, durante la cual se realiza la investigación judicial de un presunto delito y las personas que se presumen responsables del mismo. Con variantes según los países y sistemas, la etapa del sumario, suele ser realizada por un fiscal de investigación, con auxilio de la policía y bajo el control de un juez de instrucción o garantía, cuya función es controlar que no se violen los derechos y garantías de las personas investigadas. 

## Etapas
El sumario se inicia por denuncia o por querella. El objetivo es investigar el hecho denunciado y reunir pruebas (testigos, pericias, documentos, reconstrucciones) suficientes e imputar a las personas potencialmente responsables, para que una vez terminada la etapa de investigación, la causa pase a la etapa de juicio penal, generalmente oral, a cargo de un juez o tribunal diferente del que realizó la investigación. Excepcionalmente, el juez del sumario puede ordenar la detención preventiva de la persona declarada sospechosa, sólo cuando existan razones para pensar que pueda huir o interferir en la investigación.
Ni el juez ni el fiscal del sumario pueden juzgar ni establecer las responsabilidades penales de las personas imputadas, que solo pueden ser declaradas culpables por un juez o tribunal, luego de que el caso sea exhaustivamente examinado en un juicio en el que se han respetado las garantías del debido proceso (presunción de inocencia, derecho de defensa, control de la prueba, doble instancia, doble conforme, etc.).
Cuando durante el curso de la investigación judicial se encuentran pruebas que indican que no se cometió ningún delito, el fiscal y el juez deben cerrar la causa (sobreseimiento de la causa). Cuando las pruebas indican que determinadas personas imputadas no han sido penalmente responsables, deben declarar expresamente esa situación (sobreseimiento definitivo). Cuando las pruebas no son suficientes para presumir culpabilidad, pero tampoco lo son para cerrar la investigación, el fiscal y el juez deben declarar la "falta de mérito", quedando la causa abierta.

## Países

### México
El Código de Procedimientos en Materia Penal del Estado de Yucatán, en su Artículo 355 dice que: "En los casos de delitos cuya sanción no exceda de 3 años de prisión, sea o no alternativa o la aplicable no sea privativa de libertad, en el auto de formal prisión o de sujeción a proceso según corresponda el Juez, de oficio, declarar abierto el procedimiento sumario, y concederá a las partes en el propio auto un término de 5 días, para que ofrezcan las pruebas que estimen pertinentes y que puedan desahogarse en un plazo que no exceda de 15 días. Cuando fuesen varios los delitos por el que se sigue el proceso, se estará a la sanción máxima del mayor, para resolver sobre la apertura del procedimiento sumario."